# Де Па (Манитоба)
Де Па (енгл. The Pas; фр. Le Pas) је малена варош у централном делу канадске провинције Манитоба у оквирима регије Северна Манитоба. Налази се уз границу са провинцијом Саскачеван на неких 630 km северозападно од административног центра провинције града Винипега.
Први Европљанин који је доспео у подручје око данашњег Де Па које је традиционално било насељено народом Кри био је енглески истраживач и трговац Хенри Келси. Келси који је радио за Компанију Хадсоновог залива је прошао кроз ово подручје између 1690. и 1692. на свом путу ка унутрашњим преријама. Прво стално насеље, утврђење Форт Паскоја (Fort Pascoya) основали су Французи 1741. године недалеко од данашњег насеља. Утврђење је добило име по локалном становништву које је насељавало обале оближње реке Паскоја, па отуда скраћена верзија Ле Па. Данашње насеље развило се из индијанског резервата народа Паскоја почетком 20. века, а већ 1912. добило је службени статус вароши у провинцији Манитоби.
Према резултатима са пописа становништва из 2011. у варошици је живело 5.513 становника у 2.324 домаћинства, што је за 1,4% мање у односу на 5.589 становника колико је регистровано приликом пописа 2006. године. Број становника у варошици константно опада од 1991. године када је ту регистровано нешто мање од 6.200 становника.
Де Па лежи у зони хладне субарктичке климе (преме Кепеновој класификацији подтип Dfc). Просечне зимске температуре се редовно спуштају испод -20 °C, док лети ретко прелазе 20 °C. Количина падавина је доста мала и у просеку износи 442 mm годишње.
Де Па је познат као капија ка северу и центар је општине са преко 15.000 становника. Најважније привредне гране су експлоатација дрвета, трговина, транзитни саобраћај и туризам. У вароши се налази и један од два кампуса Колеџа Севера (University College of the North).

## Становништво
| 1996. | 2001. | 2006. | 2011. |
| ----- | ----- | ----- | ----- |
| 5.945 | 5.795 | 5.589 | 5.513 |